# Laure Fourcade
Pour les articles homonymes, voir Fourcade.
 (février 2021).
Laure Fourcade, née le 7 septembre 1997 à Lannemezan  dans les Hautes-Pyrénées, est une joueuse française de basket-ball. Elle évolue au poste d'ailière forte.

## Biographie
Après des débuts remarqués dans le club amateur de Monléon-Magnoac, Laure Fourcade intègre en 2010 le Pôle Espoirs Midi-Pyrénées pour deux années, connaît des sélections en Equipes de France Jeunes et différents tournois nationaux. En 2012, elle choisit le centre de formation de Basket Landes, où elle a évolué pendant cinq ans en cadettes France, Espoirs puis Ligue féminine de basket et championnat d'Europe féminin de basket-ball. En 2017, elle signe en Espagne, à Séville, pour le club de Real Betis Baloncesto. Après une longue blessure, elle rejoint l'Union sportive Colomiers basket en 2019 où elle évolue comme capitaine. La joueuse mène de front carrière sportive et études en économie (Grade de master).

## Clubs
| Saisons     | Clubs                     | Pays    |
| ----------- | ------------------------- | ------- |
| 2006/2010   | US Monléon                | France  |
| 2010/2012   | Toulouse Métropole Basket | France  |
| 2012/2017   | Basket Landes             | France  |
| 2017/2018   | Real Betis Baloncesto     | Espagne |
| 2018/2022   | Colomiers Basket          | France  |
| Depuis 2022 | Alcobendas                | Espagne |

## Palmarès
- Équipes de France Jeunes
- 2012 : Final Four Minimes
- 2016 / 2017 Vainqueur et meilleure joueuse de la Coupe des Landes[5]